# Efímeres
Ephemera és un gènere d'insectes de l'ordre dels efemeròpters, coneguts com a efímeres. Aquests insectes s'identifiquen per la presència de tres cercs, l'abdomen clapejat, les ales que van del blanc al groc, les venes de les ales molt marcades.

## Taxonomia
El gènere Ephemera inclou 70 espècies:
- Ephemera annandalei Chopra, 1937
- Ephemera axillaris Navás, 1930
- Ephemera blanda Traver, 1932
- Ephemera brunnea Hubbard & Peters, 1978
- Ephemera compar Hagen, 1875
- Ephemera consors Eaton, 1892
- Ephemera danica Müller, 1764
- Ephemera diffusa Chopra, 1937
- Ephemera distincta Hubbard, 1982
- Ephemera duporti Lestage, 1921
- Ephemera expectans (Walker, 1860)
- Ephemera formosana Ulmer, 1920
- Ephemera fulvata Navás, 1935
- Ephemera glaucops Pictet, 1843
- Ephemera guttulata Pictet, 1843
- Ephemera hainanensis You & Gui, 1995
- Ephemera hasalakensis Hubbard, 1983
- Ephemera hongjiangensis You & Gui, 1995
- Ephemera howarthi Cockerell, 1908
- Ephemera hsui You & Gui, 1995
- Ephemera immaculata Eaton, 1871
- Ephemera innotata Navás, 1922
- Ephemera japonica McLachlan, 1875
- Ephemera javana Navás, 1930
- Ephemera jianfengensis You & Gui, 1995
- Ephemera kirinensis Hsu, 1937
- Ephemera koshunensis Matsumura, 1931
- Ephemera lankensis Hubbard, 1983
- Ephemera lineata Eaton, 1870
- Ephemera longiventris Navás, 1917
- Ephemera lota Navás, 1934
- Ephemera maoyangensis You & Gui, 1995
- Ephemera media Ulmer, 1936
- Ephemera mooiana McCafferty, 1971
- Ephemera nadinae McCafferty & Edmunds, 1973
- Ephemera nathani Hubbard, 1982
- Ephemera nigroptera Zhou, Gui & Su, 1998
- Ephemera nimia Navás, 1915
- Ephemera orientalis McLachlan, 1875
- Ephemera parnassiana Demoulin, 1958
- Ephemera pictipennis Ulmer, 1924
- Ephemera pictiventris McLachlan, 1904
- Ephemera pieli Navás, 1934
- Ephemera posticus (Banks, 1914)
- Ephemera pramodi Dubey, 1972
- Ephemera pulcherrima Eaton, 1892
- Ephemera purpurata Ulmer, 1920
- Ephemera quadriguttata Lestage, 1927
- Ephemera remensa Eaton, 1892
- Ephemera romantzovi Kluge, 1988
- Ephemera rufomaculata Xhou & Zheng, 2003
- Ephemera sachalinensis Matsumura, 1931
- Ephemera sauteri Ulmer, 1912
- Ephemera separigata Bae, 1995
- Ephemera serica Eaton, 1871
- Ephemera shengmi Hsu, 1937
- Ephemera simulans Walker, 1853
- Ephemera soanica Ali, 1967
- Ephemera spilosa Navás, 1936
- Ephemera strigata Eaton, 1892
- Ephemera supposita Eaton, 1883
- Ephemera transbajkalica Tshernova, 1973
- Ephemera traverae Spieth, 1938
- Ephemera triplex Traver, 1935
- Ephemera varia Eaton, 1883
- Ephemera vulgata Linnaeus, 1758
- Ephemera wanquanensis You & Gui, 1995
- Ephemera wuchowensis Hsu, 1937
- Ephemera yaoshani Hsu, 1937
- Ephemera zettana Kimmins, 1937